# Boubou Cissé
Boubou Cissé (Bamako, 1974) é um político e primeiro-ministro do Mali de 23 de abril de 2019 a 19 de agosto de 2020. Ele também foi Ministro da Economia e Finanças e Ex-Ministro de Minas e Indústria.
Boubou Cissé tem mestrado pela Universidade de Auvergne e PhD em Economia pela Universidade Aix-Marseille. Começou a sua carreira como economista no Banco Mundial em Washington.
Cissé foi nomeado Primeiro-ministro em 2019 após a renúncia de Soumeylou Boubèye Maïga e seu governo.
Em 18 de agosto de 2020 foi preso por militares em um motim durante o golpe de estado no Mali em 2020. 